# The Absolute Sound
The Absolute Sound (dit aussi "TAS") est un magazine mensuel américain pour un public audiophile, qui fait des critiques sur les équipements de reproduction et d'enregistrements du son, et commente des sujets variés liés à la musique en général. Il a été créé en 1973 par Harry Pearson, lequel est resté le responsable du conseil éditorial et contribue régulièrement aux documents exclusifs intitulés « HP's Workshop » (l'atelier de H.P.). Le magazine est publié par Absolute Multimedia, Inc., de Austin, Texas.
Harry Pearson - souvent nommé HP, est connu parmi la fraternité Hi-Fi pour avoir des « oreilles d'or » (Golden Ears) - la capacité d'entendre et de distinguer de petites différences parmi différents composants des systèmes HiFi vérifiés par lui et ses collègues.

## Source
- (en) Cet article est partiellement ou en totalité issu de l’article de Wikipédia en anglais intitulé « The Absolute Sound » (voir la liste des auteurs).